# Матораль Теуаканської долини
Матораль Теуаканської долини (ідентифікатор WWF: NT0316) — неотропічний екорегіон пустель і склерофітних чагарників, розташований на сході Центральної Мексики.

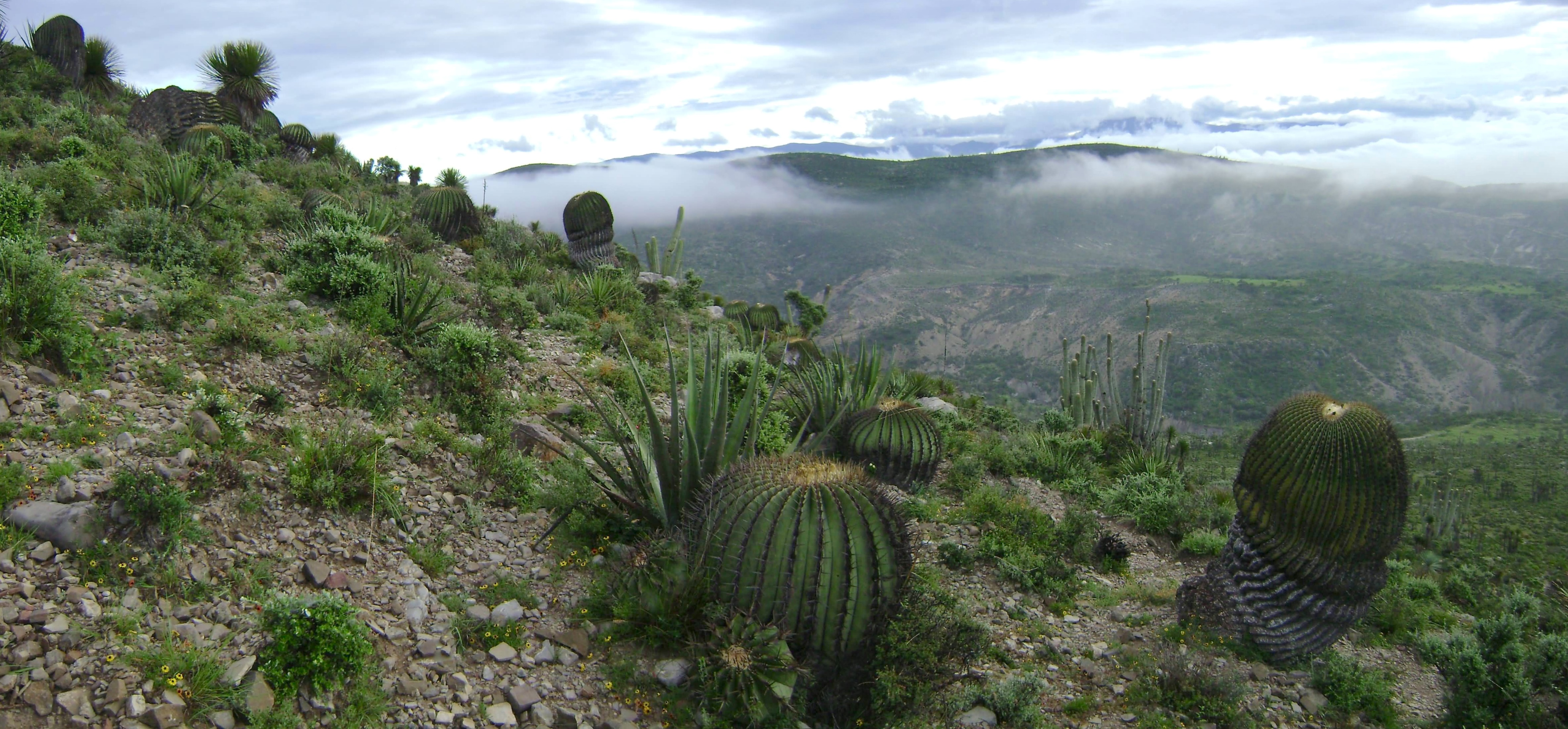
Ландшафт Біосферного заповідника Теуакан-Куїкатлан

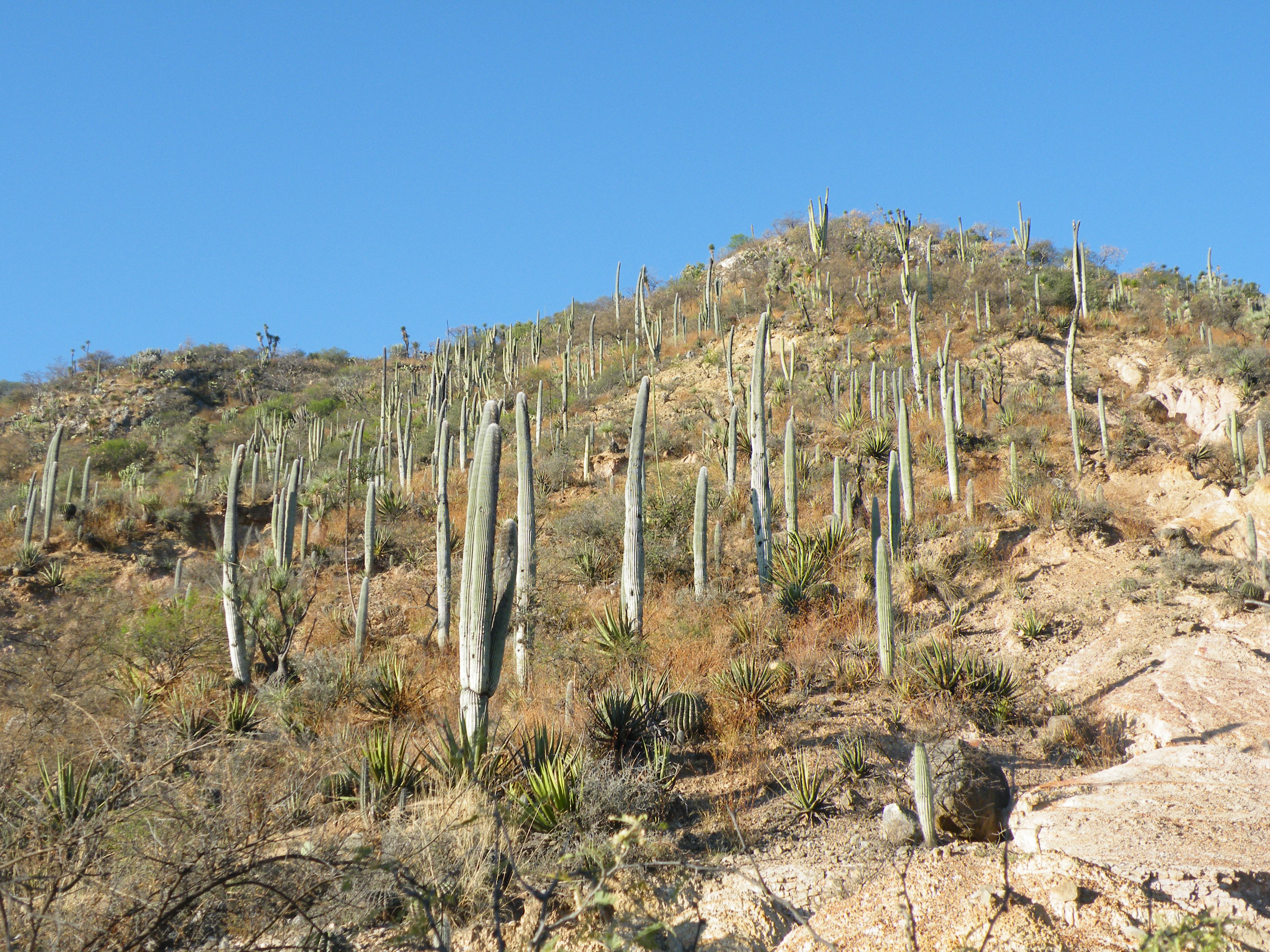
Кактусові чагарники в околицях Сапотітлан (Пуебла)

## Географія
Екорегіон маторалю Теуаканської долини охоплює кілька посушливих міжгірських долин, розташованих на сході штату Пуебла та у прилеглих районах Тласкали та Оахаки. ВІн включає Теуаканську долину, центром якої є місто Теуакан, а також Куїкатланську долину та безстічний Східний басейн. З півночі долини регіону обмежені горами Трансмексиканського вулканічного поясу, які відділяють їх від подібних посушливих екосистем на півдні Мексиканського нагір'я, зі сходу — горами Сьєрра-де-Зонголіка та Сьєрра-де-Хуарес, а з півдня — горами Південної Сьєрра-Мадре. Південь екорегіону лежить у басейні річки Папалоапан, яка тече на схід та впадає у Мексиканську затоку, а у Східному басейні, розташованому північніше, є кілька безстічних пересихаючих лужних озер, найбільшим з яких є Лагуна-де-Тотолсінго.
У навколишніх горах чагарники екорегіону переходять у сосново-дубові ліси Трансмексиканського вулканічного поясу, сосново-дубові ліси Південної Сьєрра-Мадре та у сосново-дубові ліси Сьєрра-Мадре-де-Оахаки. На захід від Теуаканської долини, в басейні річки Бальсас, розташований екорегіон сухих лісів Бальсасу.

## Клімат
На більшій частині екорегіону переважає напівпустельний клімат (BSh або BSk за класифікацією кліматів Кеппена), а у деяких районах — пустельний клімат (BWh за класифікацією кліматів Кеппена). Навколишні гірські хребти утворюють дощову тінь, внаслідок чого опадів в долинах регіону випадає мало, від 400 до 850 мм на рік, переважно під час літнього сезону дощів.

## Флора
В межах екорегіону зустрічаються різноманітні рослинні угруповання, розподіл яких залежить від клімату, ґрунтів та експозиції схилів. Основними угрупованнями регіону є склерофітні чагарники маторалю, серед яких зростає багато кактусів та інших сукулентів.
У басейні Папалоапану домінують великі колоноподібні та деревоподібні кактуси, зокрема кардони Вебера (Pachycereus weberi), хіотільйо (Escontria chiotilla) та тетецо (Cephalocereus tetetzo). В нижньому ярусі поширені густі чагарники мімози Луїзи (Mimosa luisana), гладенького мескіта (Prosopis laevigata), сонорської пало-верде (Parkinsonia praecox) та акації Култера (Acacia coulteri). Скупчення кактусів Траянової колони (Cephalocereus columna-trajani) можуть виростати до 10 м заввишки і зазвичай супроводжуються велетенськими бочкоподібними кактусами (Echinocactus platyacanthus) та чагарниками мексиканської моркіллії (Morkillia mexicana) і покрученої кастели (Castela tortuosa).
На висоті від 2400 до 2700 м над рівнем моря на схилах вулканічних гір ростуть чагарники повстистої опунції (Opuntia tomentosa), хаухаупської опунції (Opuntia huajuapensis) та чічіпе (Polaskia chichipe). На стрімкіших вапнякових схилах переважають чагарники мушмулоподубної ліндлеї (Lindleya mespiloides), персиколистої віммерії (Wimmeria persicifolia), чіапаської сенни (Senna guatemalensis var. chiapensis), їстівної левкени (Leucaena esculenta), гостролистого дуба (Quercus acutifolia) та дуба Лібмана (Quercus liebmannii), які утворюють відносно високі (3-4 м заввишки) зарості на висоті від 2450 до 2650 м над рівнем моря. У Теуаканській долині також зустрічаються невисокі дубові чагарники, представлені переважно сальними дубами (Quercus sebifera), які виростають до 1-3 м заввишки. На березі річки Саладо переважають зарості чорничних кактусів (Myrtillocactus geometrizans) та їжакові кактуси Холліса (Lemaireocereus hollianus).
Флора екорегіону характеризується дуже високим різноманіттям та високим рівнем ендемізму. Тут зустрічається понад 2700 видів рослин, майже 30 % з яких є ендеміками. Регіон є центром різноманіття для хехтій (Hechtia spp.), шавлій (Salvia spp.) та деяких представників родини Айстрові (Asteraceae). Щонайменше 50 видів з цієї родини є ендеміками Теуаканської долини. З усіх видів маммілярій (Mammillaria spp.), поширених в Мексиці, близько 10 % зустрічаються в цьому екорегіоні, і 44 % з них є ендемічними. З усіх видів мексиканських колоноподібних кактусів 55 % присутні у Теуаканській та Куїкатланській долинах, і 30 % з них є ендемічними. Екорегіон також є центром походження та диверсифікації агав (Agave spp.): у цьому напівпустельному екорегіоні їх зустрічається більше, ніж у будь-якому іншому посушливому регіоні Мексики.

## Фауна
Серед поширених в екорегіоні ссавців слід відзначити білохвостого оленя (Odocoileus virginianus), ошийникового пекарі (Dicotyles tajacu), північноамериканську пуму (Puma concolor couguar), койота (Canis latrans), сіру лисицю (Urocyon cinereoargenteus), білоносу носуху (Nasua narica), довгохвосту ласицю (Neogale frenata), північноамериканську котофредку (Bassariscus astutus), південного плямистого скунса (Spilogale angustifrons), довгохвостого скунса (Mephitis macroura), звичайного ракуна (Procyon lotor), білобокого зайця (Lepus callotis), флоридського кролика (Sylvilagus floridanus), мексиканського кролика (Sylvilagus cunicularius), мексиканську рудочереву вивірку (Sciurus aureogaster), мексиканського ховраха (Ictidomys mexicanus), скельного ховраха (Otospermophilus variegatus), мексиканського лісового хом'яка (Neotoma mexicana), сакатекську оленячу мишу (Peromyscus difficilis), віргінського опосума (Didelphis virginiana), дев'ятипоясного броненосця (Dasypus novemcinctus), великого довгоноса (Leptonycteris nivalis) та малого довгоноса (Leptonycteris yerbabuenae).
Фауна екорегіону характеризується високим різноманіттям рукокрилих, яких тут зустрічається 34 види. Багато з них мають неотропічну спорідненість, що пояснюється близькість екорегіону до вологих і хмарних лісів Веракрусу та Оахаки. В регіоні зустрічається 18 видів кажанів, які вважаються рідкісними або такими, що перебувають під загрозою зникнення. Ендеміками екорегіону є перотійські ховрахи (Xerospermophilus perotensis), перотійські гоферики (Cratogeomys fulvescens), лісові хом'яки Гельсона (Neotoma nelsoni) та перотійські миші (Peromyscus bullatus), а майже ендемічними його представниками — кенгурові стрибуни Філліпса (Dipodomys phillipsii). 
В межах екорегіону зустрічається понад 90 видів птахів, зокрема мексиканські горлички-інки (Columbina inca), малі анаперо (Chordeiles acutipennis), пустельні колібрі-білозори (Calothorax lucifer), північні колібрі-герцоги (Eugenes fulgens), рудокрилі амазилії-берили (Saucerottia beryllina), пустельні канюки (Parabuteo unicinctus), американські боривітри (Falco sparverius), аргентинські каракари (Caracara plancus), віргінські пугачі (Bubo virginianus), техаські дятли (Dryobates scalaris), тирани-крикуни (Tyrannus vociferans), світлочереві копетони (Myiarchus cinerascens), вогнисті москверо (Pyrocephalus obscurus), сонорські сойки (Aphelocoma woodhouseii), рогаті жайворонки (Eremophila alpestris), американські сорокопуди (Lanius ludovicianus), скельні орішці (Salpinctes obsoletus), бурі тремблери (Toxostoma curvirostre), чорні чубаки (Phainopepla nitens) та смугасті вівсянки (Oriturus superciliosus). Майже ендемічними представниками екорегіону є сірогорлі цинантуси (Phaeoptila sordida), чагарникові колібрі-білозори (Calothorax pulcher), сірогорлі гіли (Melanerpes hypopolius), буроволі москверо-чубані (Xenotriccus mexicanus), плямисті різжаки (Campylorhynchus jocosus), мексиканські тремблери (Toxostoma ocellatum), кактусові жовтогорлики (Geothlypis nelsoni) та біловусі чінголо (Peucaea mystacalis).

## Збереження
Оцінка 2017 року показала, що 1594 км², або 16 % екорегіону, є заповідними територіями. Основною природоохоронною територією екорегіону є Біосферний заповідник Теуакан-Куїкатлан, який у 2018 році був внесений до списку Світової спадщини ЮНЕСКО.